# 1328
Cette page concerne l'année 1328  du calendrier julien.
L'année 1328 est une année bissextile qui commence un vendredi.

## Événements
- 15 août : à la mort du grand Khan des Mongols Yisuntémur, une lutte intestine éclate parmi les prétendants au trône[1].
- 16 novembre : Togatémur, fils de Qaïchan, prend le pouvoir en Chine. Il règne jusqu'en 1332, mais doit céder un temps le trône à son frère aîné Koutchala, gouverneur des territoires mongols (1328-1329).

- Le roi d’Éthiopie Amda Seyon Ier attaque le sultan d’Ifat Haqq-ed-Din en riposte aux attaques des musulmans dans le Choa. Il annexe le sultanat et nomme gouverneur un frère du sultan vaincu, Sabr ad-Din, qui se révolte à son tour en 1332[2].

- Renaissance de la civilisation maya avec Mayapan pour capitale. La ville sera à son tour détruite au cours des guerres civiles du milieu du XVe siècle[3].

### Europe

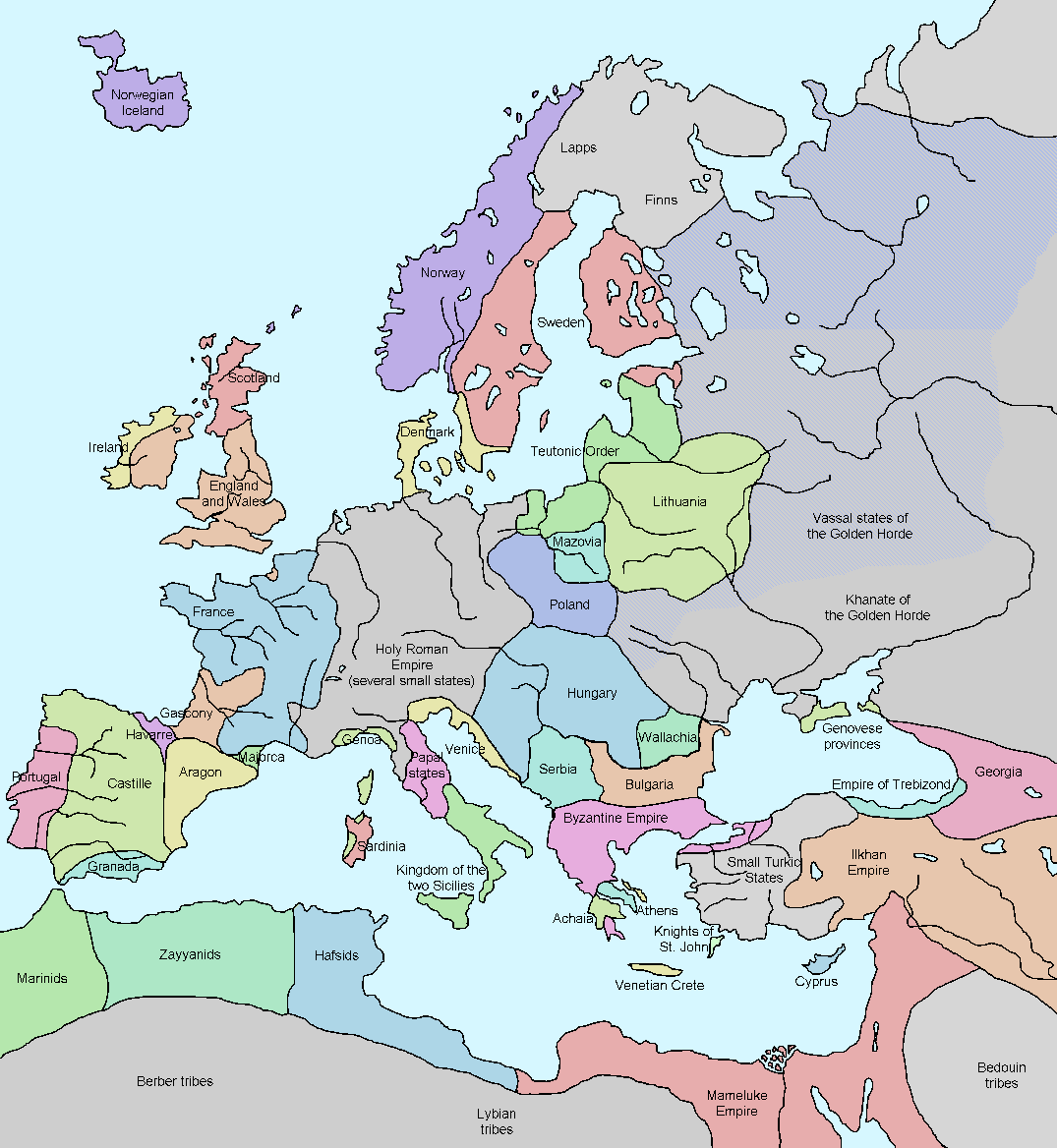
L'Europe en 1328

- 7 janvier : Louis III de Bavière entre à Rome. Il se fait couronner le 17 au Vatican, sous le nom de Louis IV du Saint-Empire, par le sénateur Sciarra Colonna sans l'autorisation du pape[4].
- 28 janvier : les Florentins s'emparent de Pistoia, reprise le 3 août suivant par Castruccio Castracani, alors à Rome auprès de l'empereur[5].
- 1er février : mort de Charles IV - la reine Jeanne étant enceinte, Philippe de Valois est désigné régent du royaume de France en attendant l'accouchement. Voir Succession de Charles IV le Bel.
- 17 mars : traité d'Édimbourg-Northampton (ratifié par le Parlement anglais le 4 mai)[6]. Robert Ier Bruce est reconnu comme roi d’Écosse par Édouard III d'Angleterre après avoir relevé le pays de ses ruines. L'Écosse redevient indépendante.
- 6 mars : au moment de la Semaine sainte, en Navarre, le frère mineur Pedro de Ollogoyen provoque la matanza d'Estella et des communautés voisines ; des Juifs sont tués, leurs maisons pillées, les chartes de créances détruites. À Pampelune, les Navarrais s’emparent d’un important butin d’objets précieux laissés en gage au moment des créances[7].
- 13 mars : les Cortès de Puente la Reina proclament Jeanne II et Philippe III, reine et roi de Navarre (fin de règne en 1349)[8].
- 31 mars : le pape Jean XXII casse le couronnement de l'empereur Louis IV de Bavière et renouvèle son excommunication[9].
- 1er avril : avènement de Philippe VI de Valois, cousin de Charles IV le Bel, que celui-ci avait désigné comme Régent avant sa mort ; les États généraux confirment la non transmission du royaume aux femmes, et confient la couronne au Régent, qui devient roi de France (jusqu'en 1350)[10]. C'est la fin de la lignée des Capétiens directs, remplacée par la Maison de Valois. Philippe d'Evreux et Édouard III d'Angleterre sont écartés de la succession au trône de France.
- 18 avril : Louis IV de Bavière fait déposer le pape Jean XXII qui est condamné pour hérésie et lèse-majesté[9].
- 25 avril : exécution de Pierre de Rémi, ancien trésorier de Charles le Bel, accusé de concussion
- 12 mai : Louis IV de Bavière nomme à Rome l’antipape Nicolas V contre le pape d’Avignon (fin en 1330)[9].
- 24 mai : abdication d'Andronic II Paléologue, chassé par son petit-fils après sept ans de guerre civile[11]. Début du règne de Andronic III Paléologue, empereur byzantin (jusqu'en 1341). Les deux adversaires ont introduit des étrangers dans leurs querelles, Andronic II faisant appel aux Serbes tandis que son petit-fils s’appuyait sur les Bulgares.
- 25 mai : ayant pris le parti du général de son ordre, Michele da Cesena, contre le pape dans une controverse sur la pauvreté des franciscains, Guillaume d'Ockham s’enfuit d'Avignon à Munich et cherche refuge auprès de l’empereur Louis IV de Bavière, qui avait rejeté l’autorité pontificale en matière politique. Excommunié par le pape, Ockham écrit contre la papauté et défend l’empereur jusqu’à la mort de ce dernier en 1347[12].

- 29 mai : Philippe de Valois est sacré roi de France à Reims par l’archevêque Guillaume de Trie. Le duc d'Aquitaine, Édouard III d'Angleterre, pourtant pair de France, n’assiste pas à la cérémonie[13].
  - Le Valois, l'Anjou et le Maine sont réunis à la Couronne.
  - Le roi abandonne la Navarre à Jeanne, fille de Louis X le Hutin, femme de Philippe d'Évreux.
- 24 juin : mariage de Marie de Portugal, fille d'Alphonse IV de Portugal, avec Alphonse XI de Castille[14].
- 4 août : l'empereur Louis IV de Bavière doit quitter Rome avec l'antipape Nicolas V devant les progrès des Guelfes[15]. Robert d'Anjou occupe la ville quelques jours plus tard.
- 14 août : conjuration des Gonzague de Mantoue contre Passerino Bonacossi qui est tué[16]. Louis Gonzague prend le pouvoir à Mantoue le 16 août.
- 23 août : Philippe VI de Valois tente de consolider son autorité en écrasant au Mont Cassel, près de Lille, les Flamands insurgés contre leur comte, Louis de Nevers ; celui-ci rétablit l'influence française en Flandre[17].
- Septembre : Recensement sur l'état des feux & paroisses en le royaume de Francie ordonné par le roi Philippe : seul recensement pour tout le Moyen Âge jusqu'à l'époque moderne[18].

- Ivan Ier Kalita obtient du khan Özbeg le droit de lever des impôts pour la Horde d'or et impose sa suzeraineté à Tver, Riazan et Souzdal[19].
- Théognoste établit la métropole de Kiev à Moscou[20].
- 510 cathares sont emmurés dans la grotte de Lombrives par Jacques Fournier, inquisiteur[21].
- Création d'un cimetière juif sous les murs du château de Sagonte[22].
- Menahem ben Zerah (en), intellectuel juif dont les parents ont dû quitter la France en 1306, doit se rendre à Tolède, fuyant un massacre à Estella, en Navarre. Il devient rabbin et auteur fécond en Castille[23].

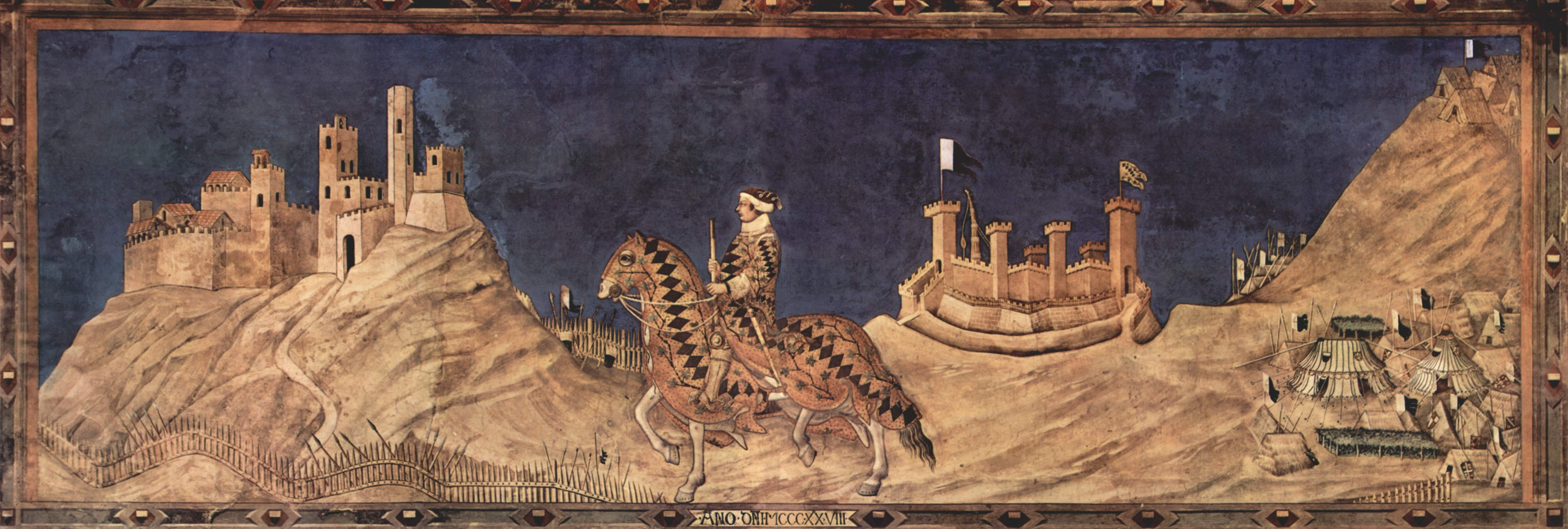
Portrait du condottiere Guidoriccio da Fogliano de Simone Martini.